# René Verheyen
René Verheyen (ur. 20 marca 1952 w Beerse) – belgijski piłkarz grający na pozycji środkowego pomocnika.

## Kariera klubowa
Karierę piłkarską Verheyen rozpoczął w KFC Turnhout. Grał w nim w latach 1971–1974. Następnie przeszedł do KSC Lokeren. W sezonie 1975/1976 zadebiutował w pierwszej lidze belgijskiej i zaczął występować w pierwszym składzie Lokeren. W sezonie 1980/1981 wywalczył z Lokeren wicemistrzostwo kraju (najwyższe miejsce tego klubu za czasów gry w lidze belgijskiej). W tym samym sezonie wystąpił także w przegranym 0:4 finale Pucharu Belgii ze Standardem Liège. W Lokeren grał do 1983 roku. W barwach tego klubu rozegrał łącznie 300 ligowych meczów, w których strzelił 60 goli.
Latem 1983 Verheyen przeszedł do Club Brugge. W Brugge, podobnie jak w Lokeren, grał w podstawowym składzie. W 1986 roku zdobył z Brugge Puchar Belgii, a latem tamtego roku wywalczył Superpuchar Belgii. W Brugge grał przez 4 sezony. W 1987 roku odszedł do KAA Gent, w którym występował przez rok. Karierę kończył w 1990 roku w amatorskim White Star Lauwe.
| Sezon   | Klub         | Kraj   | Rozgrywki   | Mecze | Bramki |
| ------- | ------------ | ------ | ----------- | ----- | ------ |
| 1971/72 | KFC Turnhout | Belgia | Division II | ?     | ?      |
| 1972/73 | KFC Turnhout | Belgia | Division II | ?     | ?      |
| 1973/74 | KFC Turnhout | Belgia | Division II | ?     | ?      |
| 1974/75 | KSC Lokeren  | Belgia | Division I  | 37    | 2      |
| 1975/76 | KSC Lokeren  | Belgia | Division I  | 36    | 6      |
| 1976/77 | KSC Lokeren  | Belgia | Division I  | 34    | 9      |
| 1977/78 | KSC Lokeren  | Belgia | Division I  | 33    | 2      |
| 1978/79 | KSC Lokeren  | Belgia | Division I  | 33    | 7      |
| 1979/80 | KSC Lokeren  | Belgia | Division I  | 33    | 6      |
| 1980/81 | KSC Lokeren  | Belgia | Division I  | 30    | 18     |
| 1981/82 | KSC Lokeren  | Belgia | Division I  | 31    | 8      |
| 1982/83 | KSC Lokeren  | Belgia | Division I  | 33    | 2      |
| 1983/84 | Club Brugge  | Belgia | Division I  | 33    | 4      |
| 1984/85 | Club Brugge  | Belgia | Division I  | 29    | 4      |
| 1985/86 | Club Brugge  | Belgia | Division I  | 30    | 4      |
| 1986/87 | Club Brugge  | Belgia | Division I  | 11    | 3      |
| 1987/88 | KAA Gent     | Belgia | Division I  | ?     | ?      |

## Kariera reprezentacyjna
W reprezentacji Belgii Verheyen zadebiutował 22 maja 1976 roku w przegranym 1:2 spotkaniu eliminacji do Euro 76 z Holandią. W 1980 roku został powołany do kadry Belgii na Euro 80, na którym zagrał w 2 meczach: z Hiszpanią (2:1) i z Włochami (0:0). Na tym turnieju wywalczył wicemistrzostwo Europy. W 1982 roku był w kadrze Belgii na mistrzostwa świata w Hiszpanii, ale rozegrał tam tylko jeden mecz, przegrany 0:1 ze Związkiem Radzieckim. Z kolei na Euro 84 wystąpił w meczu z Francją (0:5). Od 1976 do 1984 roku rozegrał w kadrze narodowej 24 mecze i zdobył 3 gole.

## Kariera trenerska
W latach 1999–2000 Verheyen był pierwszym trenerem Club Brugge. Prowadził także KSV Waregem, a od 2007 roku jest szkoleniowcem KMSK Deinze.